# Giandomenico Martoretta
Giandomenico Martoretta, o La Martoretta (Mileto, 1515 – ...  dopo il 1566), è stato un compositore italiano.

## Biografia
Non sono disponibili notizie biografiche certe sulla giovinezza e sulla formazione di questo madrigalista. Nacque infatti nella Calabria meridionale e il catastrofico Terremoto del 1783 ha distrutto anche le fonti archivistiche locali. Aveva comunque ricevuto gli ordini sacri.
Il suo esordio come compositore è costituito da In un bel prato, un madrigale a tre voci il cui testo era stato già musicato dal Lupacchino e che fu pubblicato anonimo in una raccolta di madrigali a tre voci con musiche di Costanzo Festa, Clément Janequin e Jhan Gero; nella ristampa questo madrigale fu attribuito all'autore «La Martoretta». L’inclusione di madrigali di Martoretta in queste e altre importanti raccolte pubblicate attorno al 1540 dimostra il prestigio raggiunto dal Martoretta a quell'epoca. Theodor Kroyer riteneva che nei madrigali di Martoretta si facesse ricorso a chiavi cromatiche.
Attorno al 1545 Martoretta fu a Caltanissetta presso la corte dei Moncada. Il suo primo libro di madrigali a quattro voci del 1548, dedicato a Francesco I Moncada e con testi soprattutto dell'Ariosto, costituisce la prima testimonianza della pratica madrigalistica in Sicilia. Il secondo libro dei madrigali a quattro voci del 1552 contiene ventinove madrigali dedicati a colui che ne aveva sollecitato la composizione, soprattutto aristocratici siciliani; i testi sono di poeti italiani (Ludovico Ariosto, Luigi Tansillo, Luigi Cassola, Francesco Petrarca e Francesco Berni) ma anche di autori in siciliano e in latino. Due anni dopo appare il terzo libro dei madrigali contenente molti testi del Tansillo; dalle dediche si desume che il Martoretta si sia recato a Cipro e in Palestina, all'epoca territorio ottomano. Nel 1566 è pubblicata una sua opera di musica polifonica sacra; nel frontespizio dell'opera Martoretta è qualificato "tesoriere della diocesi di Mileto". Dopo quella data non si hanno più notizie su di lui.

## Opere
- Giandomenico Martoretta, De lo eccellentissimo musico La Martoretta li madrigali a quattro voci, Venezia : Girolamo Scotto , 1548
- Giandomenico Martoretta, Secondo libro di madrigali cromatici a quattro voci, Venezia, Antonio Gardano, 1552; edizione moderna:  Maria Antonella Balsano (a cura di), Giandomenico Martoretta, Il secondo libro di Madrigali cromatici a quattro voci (1552), Firenze : L. S. Olschki, 1988, ISBN 88-222-3576-2
- Giandomenico Martoretta, Del Martoretta il terzo libro di Madrigali a quattro voci con cinque madrigali del primo libro ... col titolo di coloro per cui li ha composti... da lui novamente corretti et dati in luce, Venezia : Antonio Gardano, [1554]
- Giandomenico Martoretta, Sacrae cantiones vulgo motecta appellatae quinque vocume, Venezia : Antonio Gardano, 1566